# Астур, Майкл
Майкл Астур (англ. Michael Astur; при рождении Михаил Чернышев; 17 ноября 1916, Харьков, Российская империя — 7 октября 2004, Сент-Луис, США) — американский востоковед еврейского происхождения. Преподаватель русской литературы и идиша Брандейского университета, профессор истории древнего и классического Востока в Университете Южного Иллинойса.

## Биография
М. Астур был единственным сыном в семье адвоката Иосифа Чернышева и историка Рахиль Хоффман. Их семья переехала в 1924 году в Вильно. Там он получил образование, став, как и отец, борцом за национальную автономию евреев. В юности вступил в молодёжную еврейскую организацию скаутов «Бин», основанную М. Вайнрайхом, в которой культивировался идиш. Там дружил с будущим поэтом А. Суцкевером. В 1937 году в «Дер вилнер тог» вышли сделанные Астуром переводы произведений Пушкина на идиш. В этот период он взял фамилию «Astur» («Тетеревятник»), которую затем писал как «Astour».
Во время пребывания в Париже в 1934—1937 годах Астур узнал о великих археологических открытиях в Угарите, Нузи и Мари.
Вторая мировая война негативно отразилась на семье. После вступления в Вильнюс в 1939 советских войск М. Астур и его отец были арестованы и вывезены в Россию. В июне 1941 нацисты убили его мать, а в следующем году погиб и его отец. М. Астур находился в заключении как осужденный на принудительные работы до 1950 года.
После освобождения М. Астур переехал в Караганду, где встретил свою будущую жену Мириам. Репатриировавшись в Польшу в 1956 году, М. Астур работал в Еврейском историческом институте. В 1958 году он написал книгу на идише по истории древней Иудеи. В 1958 году в Париже вышли его переводы некоторых текстов с идиша на французский язык.
В 1959 году М. Астур эмигрировал в США, где он начал работать в Брандейском университете (Массачусетс). Там вместе с Израилем Зинбергом составил значительный труд по истории еврейской литературы.
В 1961 году М. Астур получил докторскую степень, написав работу Hellenosemitica. Через четыре года он переехал в Университет Южного Иллинойса в городе Эдуардсвилл, где и проработал до самой смерти.

## Основные труды
- Hellenosemitica: An ethnic and cultural study in west semitic impact on mycenaean Greece, Leiden, Brill Editore, 1965.
- The Rabbeans. A tribal society on the Euphrates from Yahdun-Lim to Julius Caesar, Malibu, Undena, 1978, ISBN 0890030502.
- The arena of Tiglath-pileser 3.'s campaign against Sarduri 2. (743 B.C.), Malibu, Undena, 1979, ISBN 0890030049.
- Hittite history and absolute chronology of the Bronze age, Partille, Paul Astroms, 1989, ISBN 9186098861.